# Lagerkrans från Småland
Lagerkrans från Småland är en svensk släkt som torde sakna samband med de adliga ätterna Lagercrantz.
Stamfadern för denna släkt är urmakaren Johan Ludvig Lagerkrans som var född 1841 i Lilla Holm i Åseda i Småland och avled i Stockholm 1928. Hans föräldrar var hemmansägaren och sedermera ullspinnaren Karl Johansson, född 1802 i Åseda och död i Ekeby, Stenkyrka på Gotland, och hans hustru Maja Svensdotter, som var född 1807 i Virserum i Småland.
Medlemmar av denna släkt skriver sig både Lagerkrans och Lagerkranz. Några bär också namnet Lagerkranser.

## Stamtavla över kända medlemmar
- Karl Johansson (1802–1886), hemmansägare och ullspinnare, verksam i Småland och sedan på Gotland
  - Johan Ludvig Lagerkrans (1841–1928), urmakare
    - Erik Lagerkrans (1869–1928), redaktör[1]
      - Gunnar Lagerkrans (1898–1988), gift med 
        - Zoia (1903–1999), konstnär

      - Einar Lagerkrans (1899–1969), läkare[1]
      - Kocko Lagerkrans (1903–1966), kompositör, kapellmästare

    - John Lagerkranz (1875–1954), komminister, botaniker
      - Gunnar Lagerkranz (1905–1991), apotekare[2]
      - Stig Lagerkranz (1908–1992), ingenjör[3]
        - Johan Lagerkranz (född 1945), skriftställare, gift med Ulla Nordlöf-Lagerkranz, redaktör